# 大索羅欽齊

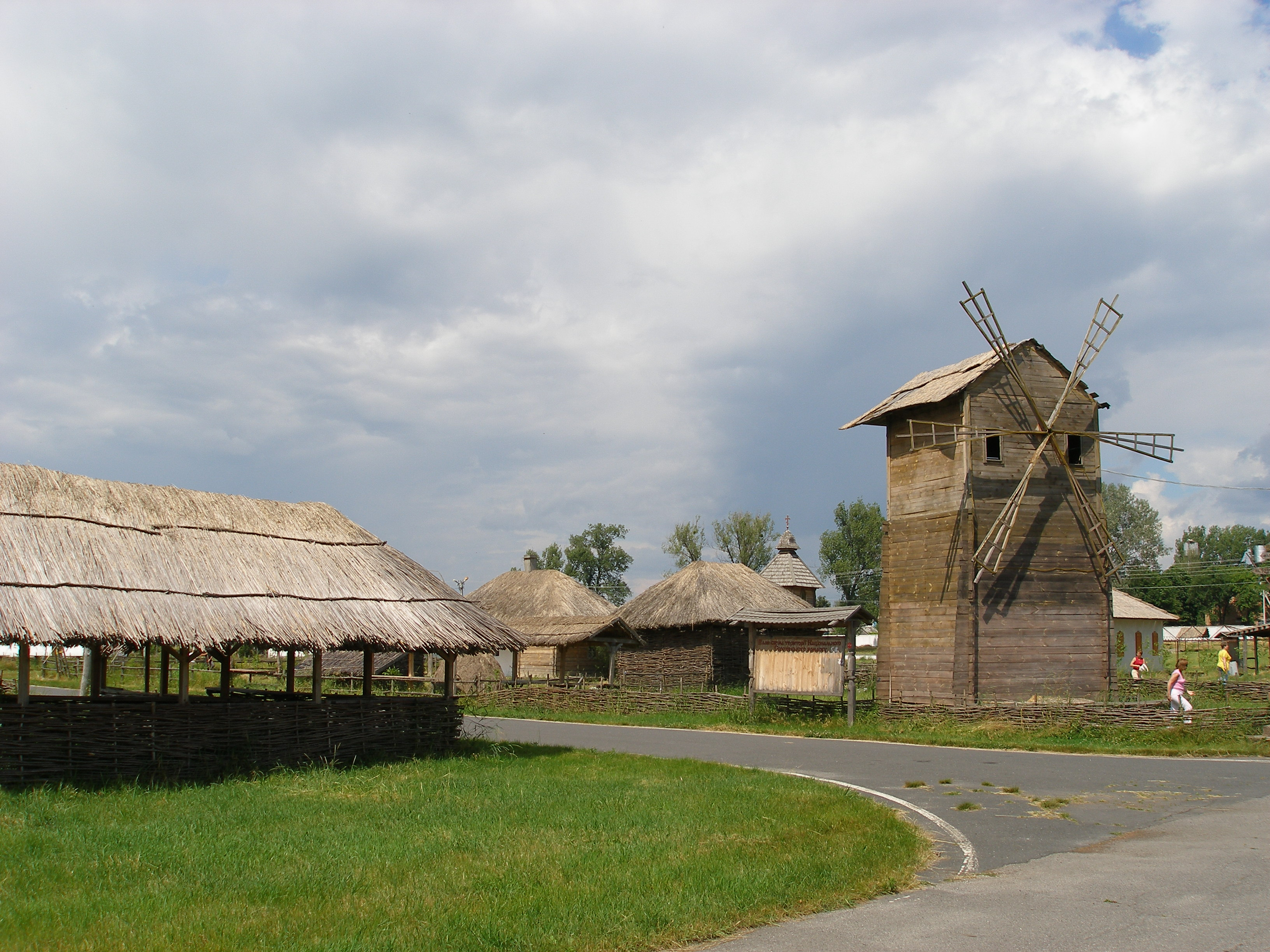
广场

50°1′56″N 33°57′30″E / 50.03222°N 33.95833°E
大索羅欽齊（烏克蘭語：Великі Сорочинці），是烏克蘭中部波爾塔瓦州米爾霍羅德區大索罗钦齐市镇内的村落及其行政中心。處於普肖爾河右岸，分別距離薩溫齊1.5公里和馬列尼奇7公里，始建於1660年，海拔高度99米，2001年人口4,050。1809年，俄罗斯作家尼古拉·果戈里生于此地。